# Mănăstirea Plumbuita

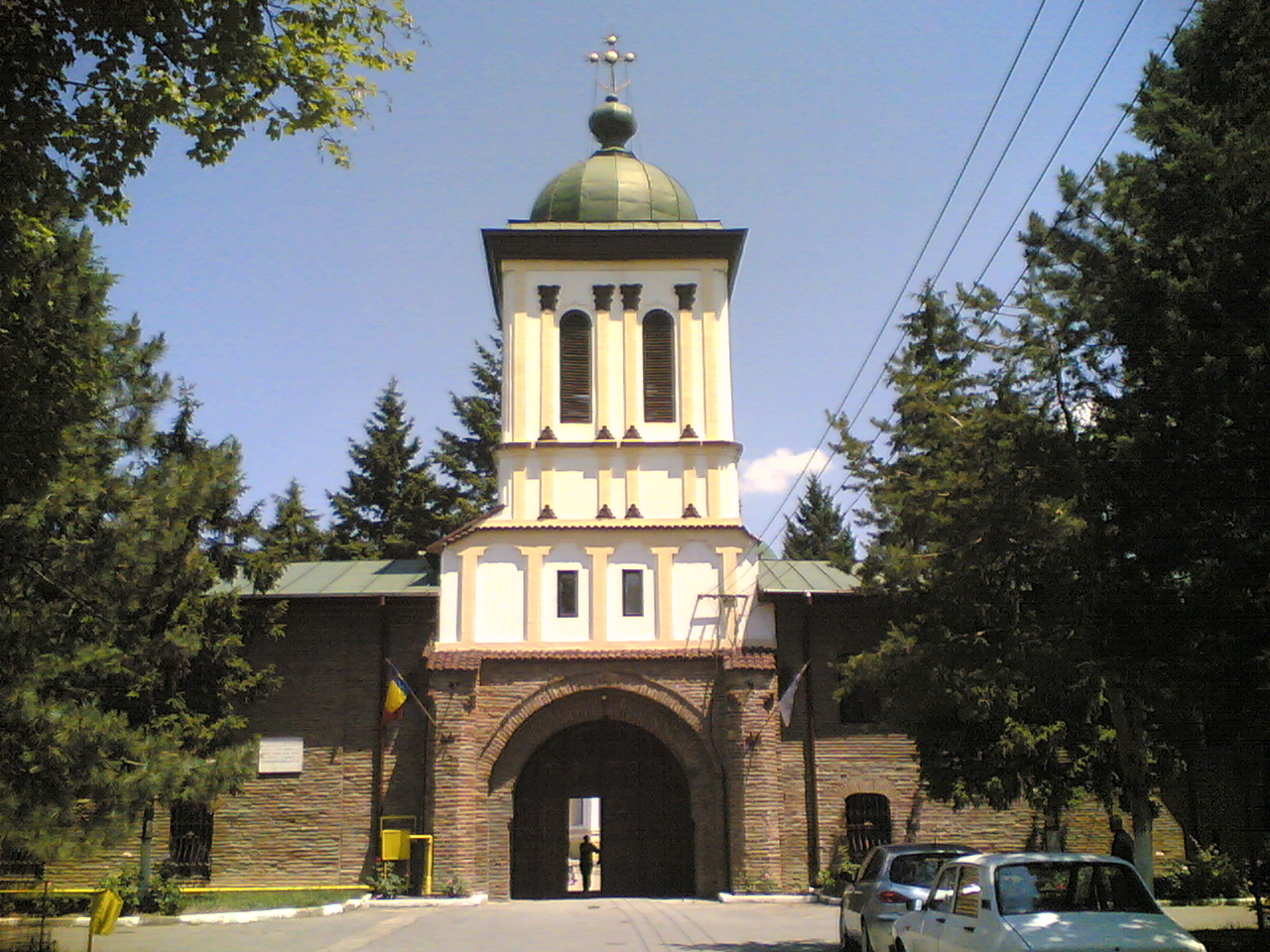
Turnul clopotniţă - intrarea mănăstirii

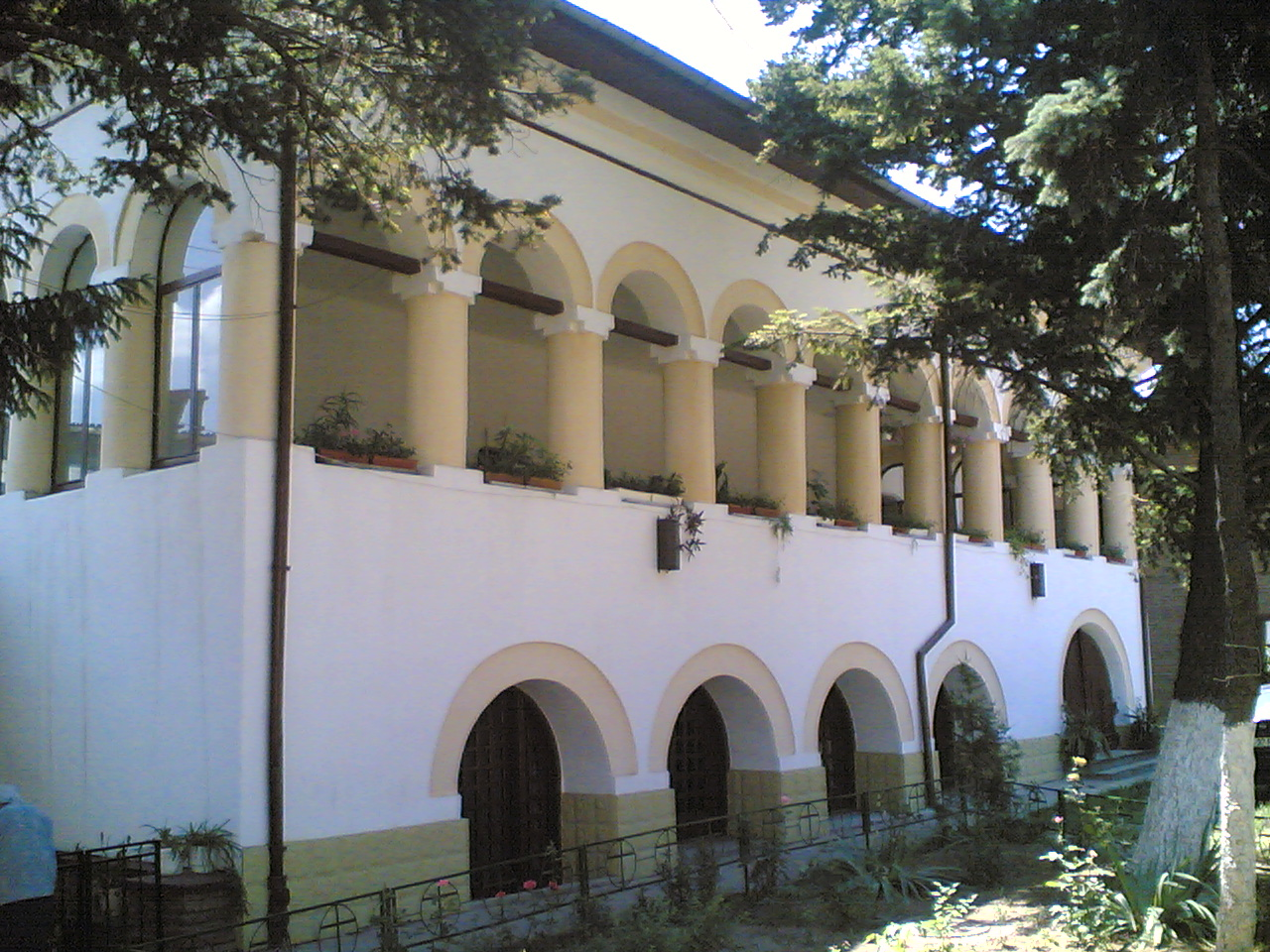
Casa Domnească

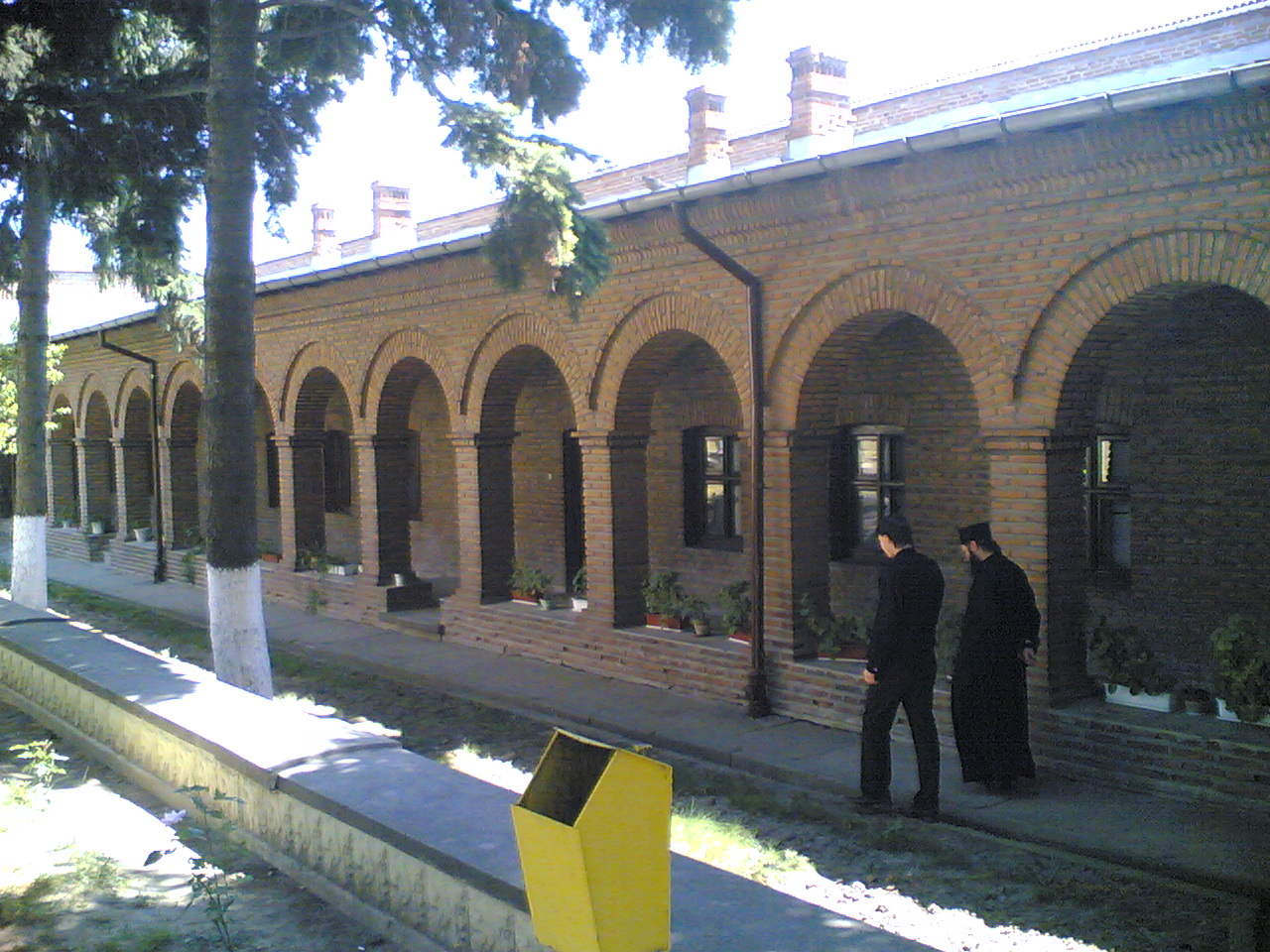
Chiliile

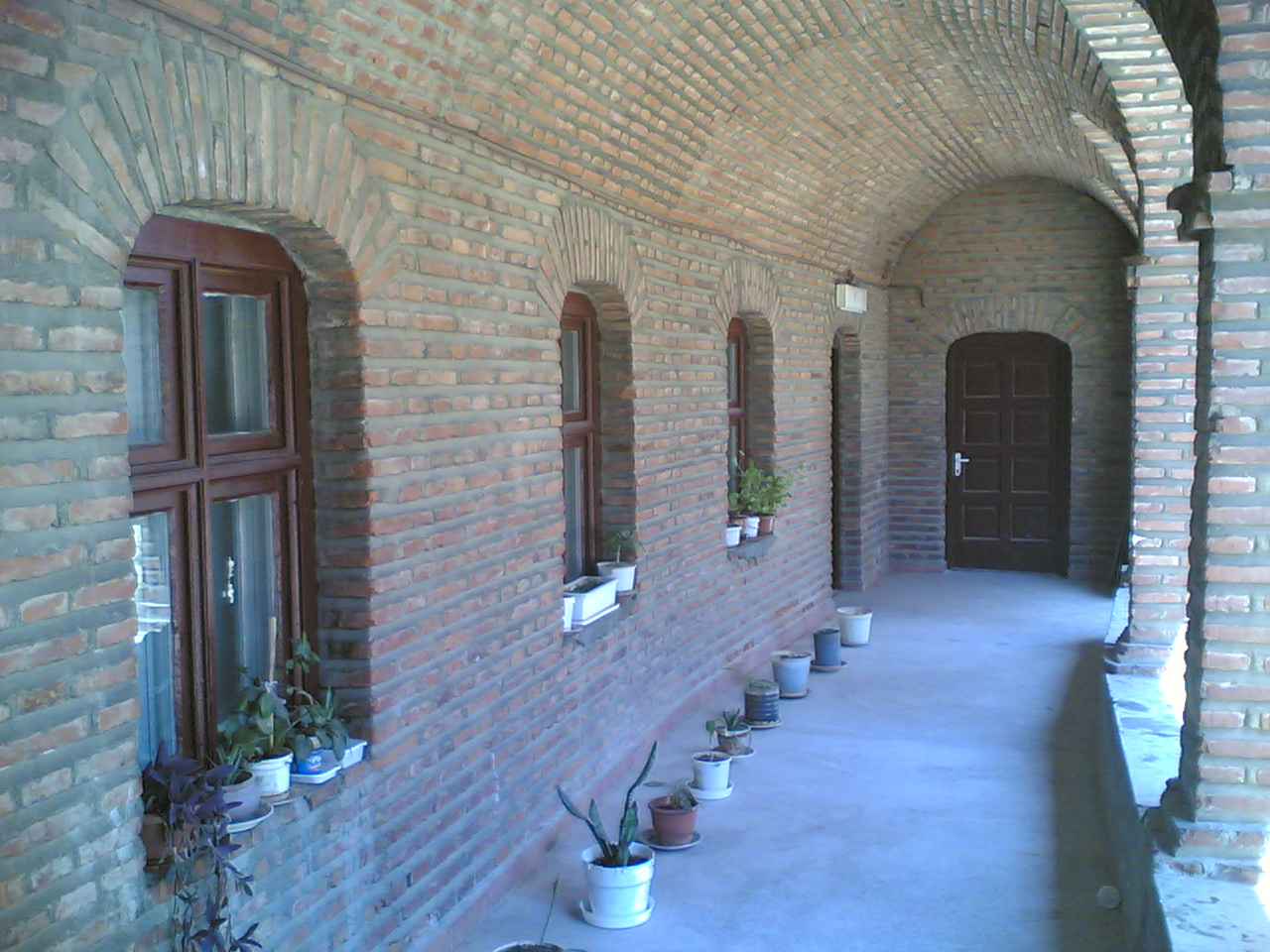
Chiliile - vedere din pridvor

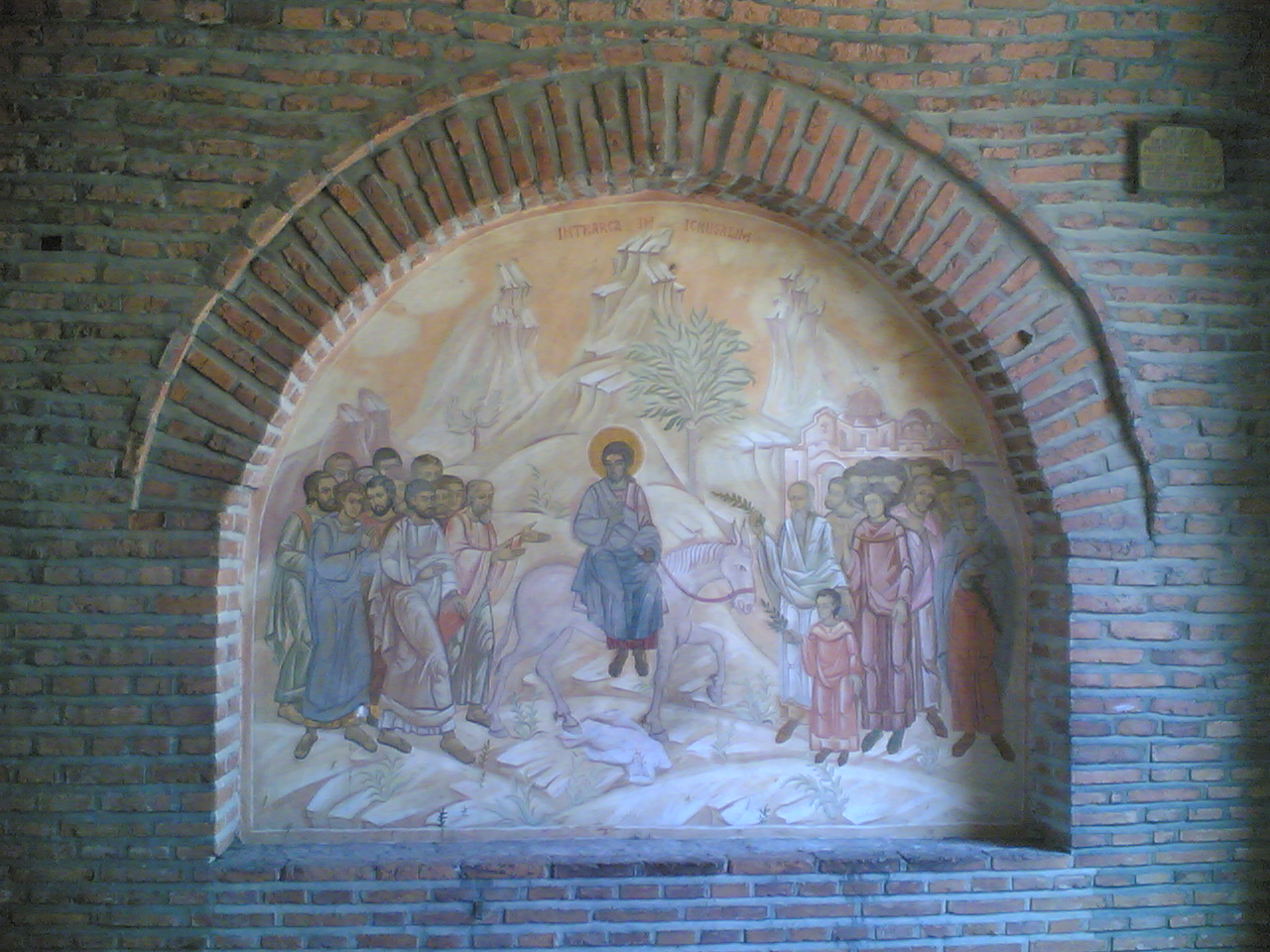
Pictură murală - Intrarea în Ierusalim

Mănăstirea Plumbuita este o mănăstire ortodoxă de călugări, cu hramul Nașterea Sfântului Ioan Botezătorul, situată în cartierul Colentina din București, pe un mic deal de pe malul drept al râului Colentina.

## Istoric

### Ctitorirea
Prima ctitorire are loc în anul 1560, când voievodul Petru cel Tânăr (1559-1568), fiul lui Mircea Ciobanul și al Doamnei Chiajna, începe construcția mănăstirii, care va fi terminată de domnitorul Mihnea Turcitul. În 1585, acesta închină așezământul mănăstirii Xiropotamu, de la Muntele Athos. Biserica suferă mari distrugeri în 1595, iar în 1614 este grav afectată de un incendiu. Ajunge în forma sa actuală la a doua rectitorire, din anul 1647, când biserica este rezidită din temelii din porunca domnitorului Matei Basarab, după modelul ctitoriei lui Radu cel Mare de la Dealu, pentru a comemora victoria din 1632 împotriva turcilor. Atunci i se adaugă Casa Domnească și este întărită cu ziduri mari de apărare. Turnul-clopotniță este construit între 1802-1806, de egumenul Dionisie din Ianina, după ce clopotnița mănăstirii fusese grav avariată de cutremurul din 1802.

### Numele mănăstirii
Numele de Plumbuita i-a fost dat de localnici, datorită faptului că biserica a fost multă vreme acoperită cu tablă de plumb. Există și legende în jurul acestei denumiri. Se spune că numele de Plumbuita vine de la faptul că Matei Basarab, având nevoie de ghiulele în timpul luptei, a dat la topit acoperișul de plumb al mănăstirii pentru a le fabrica. Altă legendă spune că bătălia lui Matei Basarab cu Radu Iliaș, care a avut loc sub zidurile mănăstirii, a fost atât de aprigă, încât mulțimea de ghiulele căzute pe acoperișul bisericii, topindu-se, a dat acoperișului un luciu de plumb.

### Detalii arhitecturale
Biserica mănăstirii, rezidită de Matei Basarab în 1647, are plan triconc, cu turla pe naos, și prezintă atât caractere arhitecturale tipic muntenești, cât și ancadramente de tip gotic la ferestre, care evidențiază influența arhitecturii moldovenești. Are ziduri foarte groase, de aproape un metru. Tabloul votiv al bisericii îl înfățișează pe voievodul-ctitor Matei Basarab. Casa Domnească are arcade pe masive de zidărie la parter și arcade mai numeroase, sprijinite pe coloane cilindrice, la etaj, fiind unul dintre exemplarele rare de arhitectură civilă anterioară secolului al XIX-lea care se păstrează în București. Turnul-clopotniță este încorporat în zidul de incintă, în jumătatea laturii sudice a acestuia. Nivelul inferior este străpuns de tunelul intrării, deasupra acestuia înălțându-se camera clopotelor.

### Lăcaș de cultură
Mănăstirea devine un monument de referință pentru istoria culturală a Bucureștiului, începând de la sfârșitul secolului al XVI-lea. În 1573, se înființează aici prima tiparniță din București, prin grija voievodului Alexandru al II-lea Mircea și a soției sale, Ecaterina Salvaresso. Aceasta este a treia tiparniță înființată în Țara Românească, după cea a ieromonahului Macarie, înființată în 1508 la Mănăstirea Dealu de Radu cel Mare (1495-1508); și după cea întemeiată în 1544 sub Radu Paisie (1535-1545) la Târgoviște, condusă de logofătul Dimitrie Liubavici, în care s-a format ca tipograf diaconul Coresi.
Tiparul, executat sub îndrumarea monahului Lavrentie și a ucenicului Iovan, prezintă particularități specifice, unice în istoria tiparului românesc, care nu pot fi confundate cu alte caractere poligrafice din Transilvania sau Țara Românească. În 1582, apar aici primele cărți tipărite în București: două Tetraevangheliare și o Psaltire (din care se păstrează numai un fragment, în Biblioteca Națională din Sofia).

### Poziție strategică
Situată într-o poziție strategică, la ieșirea din București, pe un mic deal de pe malul râului Colentina, mănăstirea joacă un rol important în apărarea orașului. În 1632, lângă mănăstire se dă o bătălie cu miză importantă, între oastea Țării Românești, condusă de Matei Basarab, și oastea turcă, în frunte cu Radu Iliaș. Acesta din urmă fusese trimis de sultan pentru a îl înlătura din scaun pe Matei Basarab, urmând să instaleze în locul său un domnitor numit de Poarta Otomană. Bătălia este câștigată de Matei Basarab, care rămâne astfel pe tronul Țării Românești.
În timpul Revoluției de la 1821, Tudor Vladimirescu, ajungând cu oastea sa la București, își stabilește tabăra la Plumbuita și pune santinele lângă mănăstire, pentru a opri ieșirea din oraș a celor care încercau să fugă din calea oștilor sale.
În timpul Revoluției de la 1848, fără acordul autorităților bisericești, mănăstirea este transformată în închisoare politică. În luna octombrie 1848, autoritățile vremii arestează și încarcerează în beciurile de la Plumbuita o parte din capii Revoluției.

### Perioada de decădere

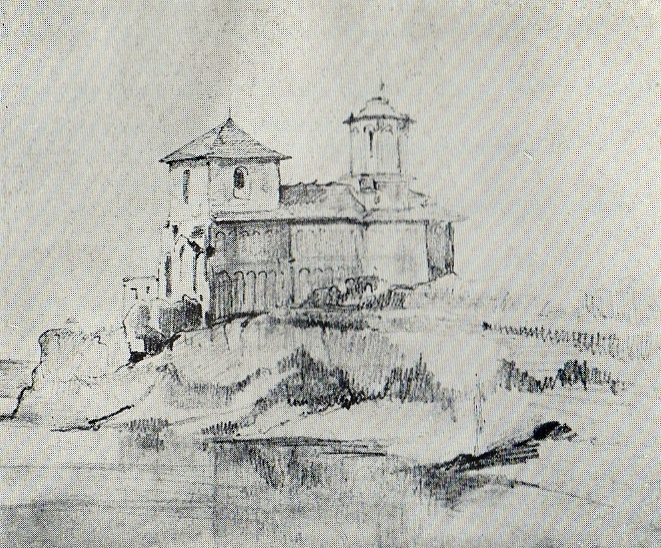
Mănăstirea Plumbuita - de Constantin Lecca

Începând cu secolul al XIX-lea, mănăstirea traversează o lungă perioadă de decădere. Cutremurul din 1802 afectează grav mănăstirea și clopotnița. Acestea sunt reparate ulterior de egumenul Dionisie din Ianina, fost egumen al Mănăstirii Xiropotamu de la Muntele Athos.
Odată cu secularizarea averilor mănăstirești, în timpul domniei lui Alexandru Ioan Cuza, toate averile mănăstirii trec în proprietatea statului. Mănăstirea este părăsită, fiind transformată în biserică de mir. Plumbuita decade și ajunge în ruină pentru o lungă perioadă de timp. Biserica este avariată grav de cutremurul din 1942.

### Acțiuni de restaurare în secolul XX
În 1940, mareșalul Ion Antonescu începe o acțiune de restaurare, dorind ca Plumbuita să devină Panteonul Național al eroilor căzuți în războiul pentru reîntregirea neamului, iar locul său de veci să fie în acest lăcaș. Desfășurarea ulterioară a evenimentelor și rezultatul celui de Al Doilea Război Mondial nu au permis finalizarea acestui proiect. În anii 1954-1955, biserica mănăstirii este restaurată prin grija Patriarhului Iustinian. Este târnosită pe 24 iunie 1958, stareț fiind Părintele Arhimandrit Sofian Boghiu.

## Mănăstirea în prezent
Ansamblul actual al mănăstirii cuprinde:
- biserica mănăstirii, de plan triconc, cu turla pe naos
- turnul clopotniță
- chiliile
- Casa Domnească

În Casa Domnească este amenajat un muzeu care cuprinde: obiecte de artă religioasă, 130 de busturi ale domnitorilor români (sculptate în piatră de către starețul Simeon Tatu), precum și picturi murale originale. Biblioteca mănăstirii, cunoscut muzeu de carte veche, cuprinde titluri valoroase, unele vechi de 500 de ani.
În interiorul bisericii se află moaște ale Sfântului Ierarh Nicolae și ale Sfinților Mucenici Gheorghe, Pantelimon și Ioan cel Nou de la Suceava.
În cadrul mănăstirii funcționează atelierele Secției de Pictură, Restaurare și Patrimoniu din cadrul Facultății de Teologie din București. Până recent, mănăstirea dispunea de ateliere de sculptură, de tâmplărie mecanică și manuală, de preparat tămaie și ateliere de prelucrare a obiectelor de cult din metal, inclusiv o secție de turnat clopote. (Cel mai mare clopot turnat la Mănăstirea Plumbuita are 1200 de kg și este în funcțiune la Mănăstirea Radu Vodă din București).
În prezent, mănăstirea este supusă unei renovări ample. Muzeul din Casa Domnească este închis pentru lucrări de restaurare. Atelierele au fost mutate temporar în comuna Popești-Leordeni. Este în construcție un nou drum de acces spre mănăstire, dinspre râul Colentina.
Obștea actuală (2007) a mănăstirii este compusă din zece călugări, starețul mănăstirii fiind Părintele Arhimandrit Visarion Marinescu.
Mănăstirea susține constant numeroase proiecte destinate familiilor defavorizate din comunitatea locală. În interiorul mănăstirii funcționează Așezământul Vasiliada, pentru ajutor social. Așezământul dispune de un cabinet medical, un cabinet stomatologic și o farmacie, înființate și susținute cu ajutorul sponsorilor, unde populația cu venituri mici beneficiază, în limita posibilităților, de asistență medicală și medicamente gratuite.

## Galerie de imagini

Planul mănăstirii
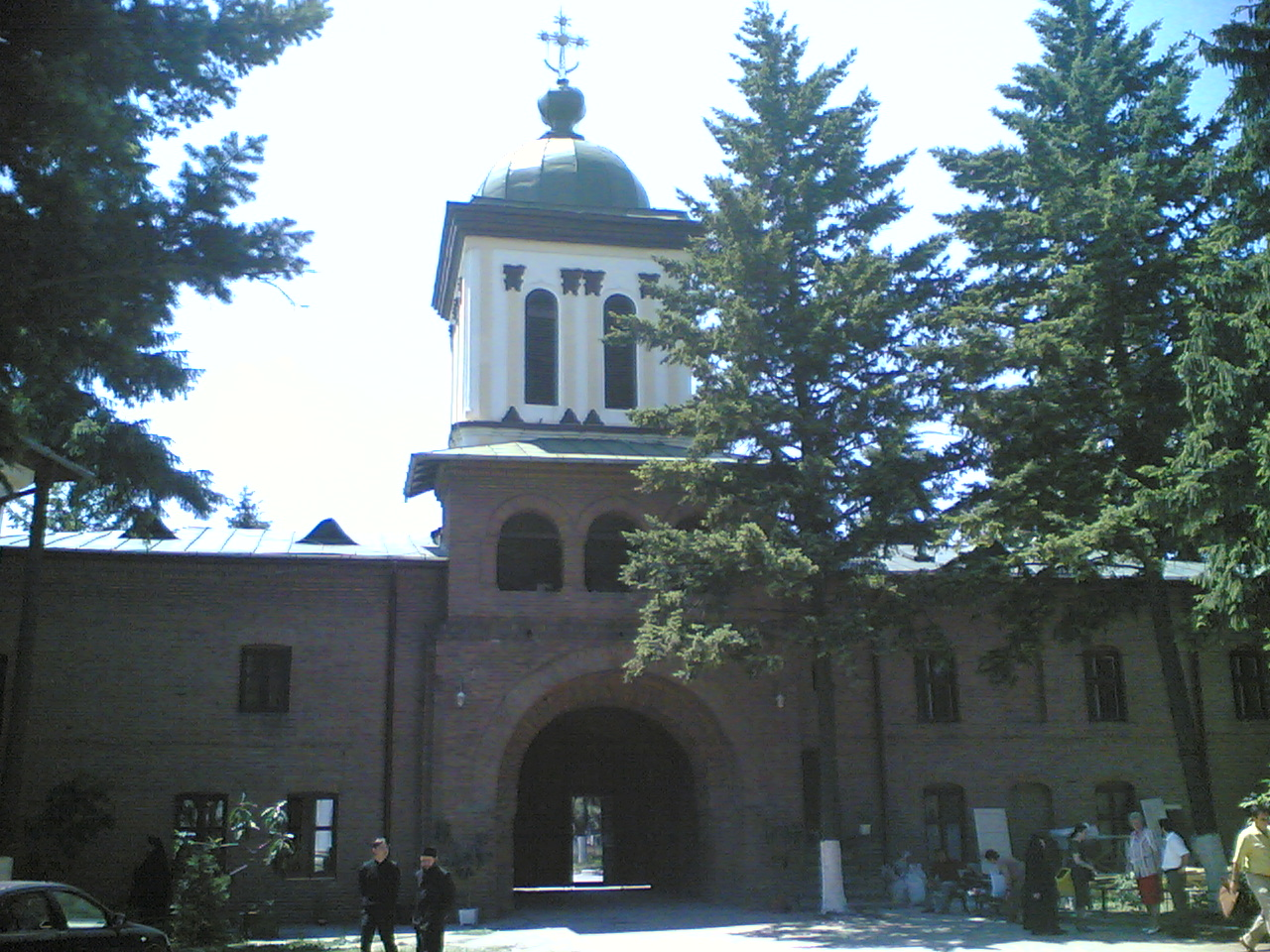
Turnul clopotniţă – vedere din curtea interioară
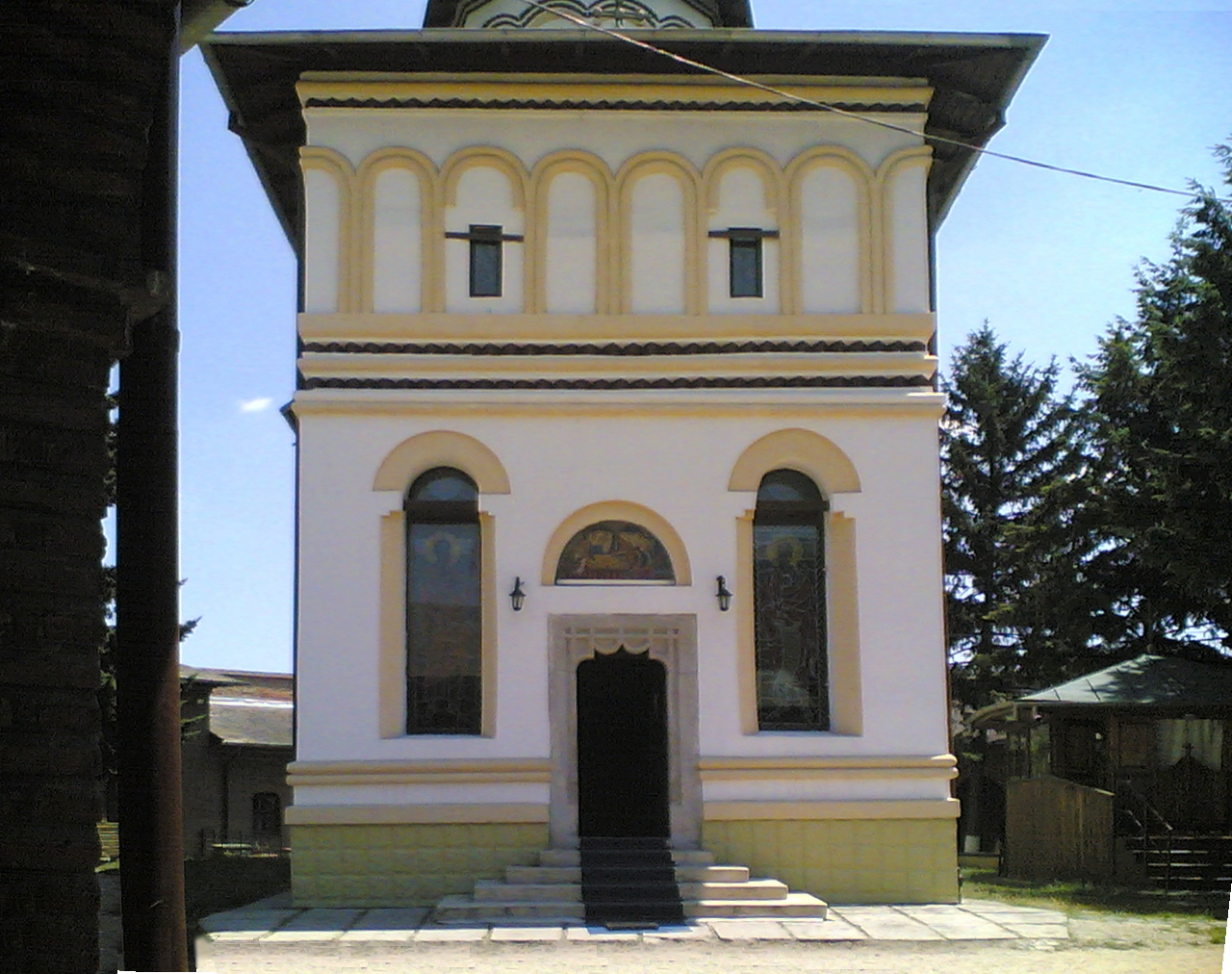
Biserica – vedere frontală
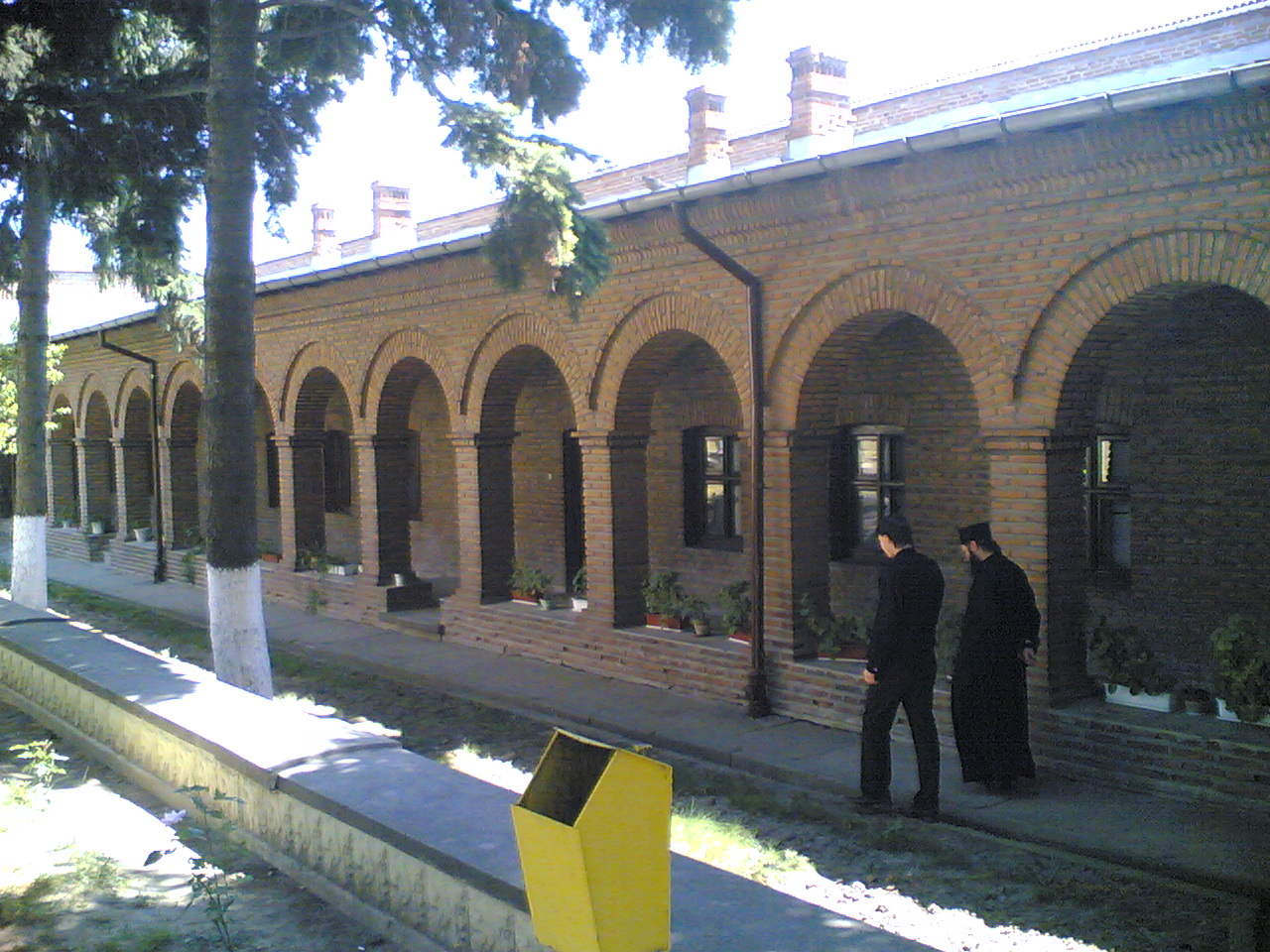
Chiliile la amiază
Plăcuţă comemorativă
Izvorul din curtea mănăstirii
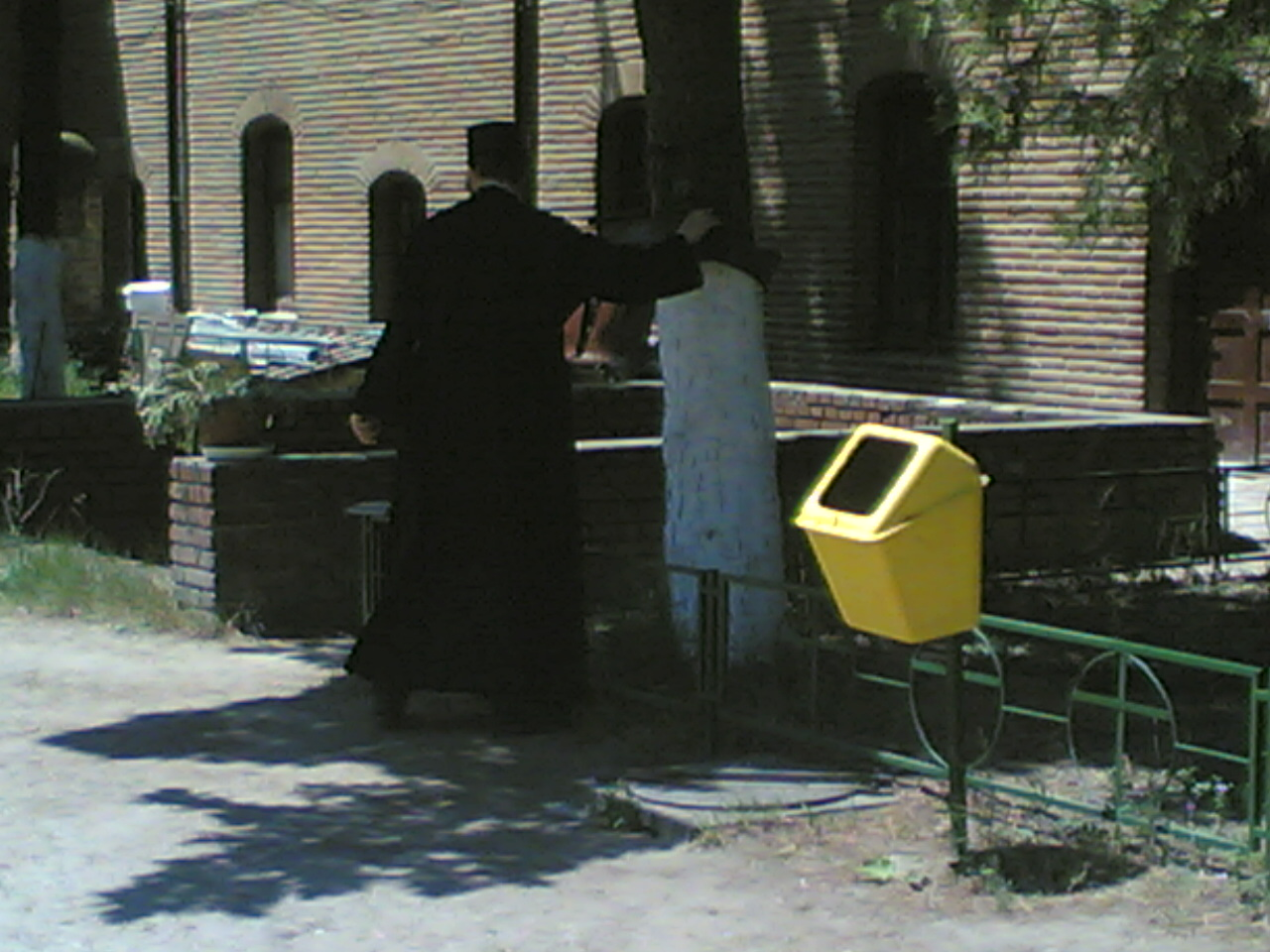
Călugăr bătând toaca
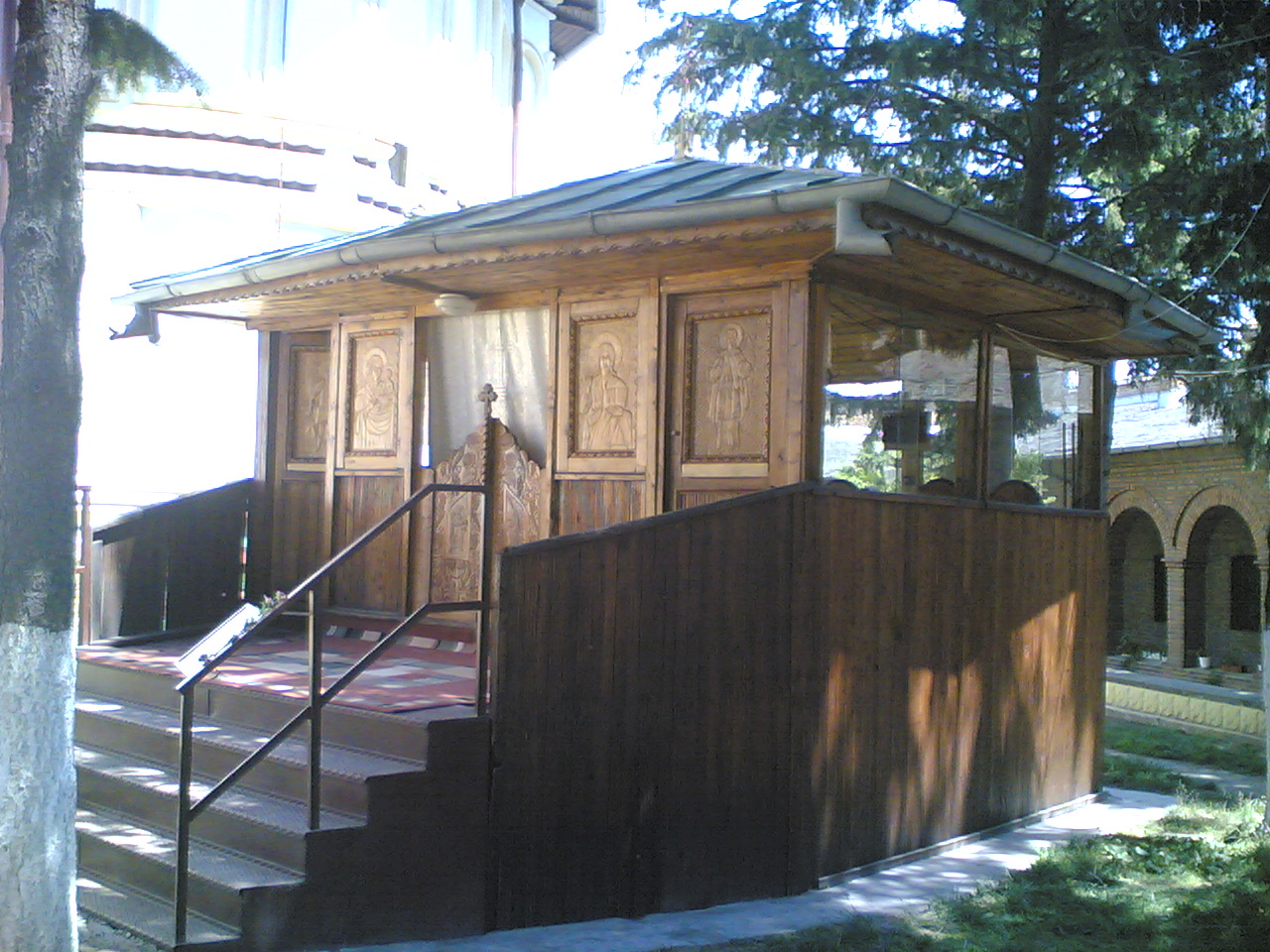
Capela din curte
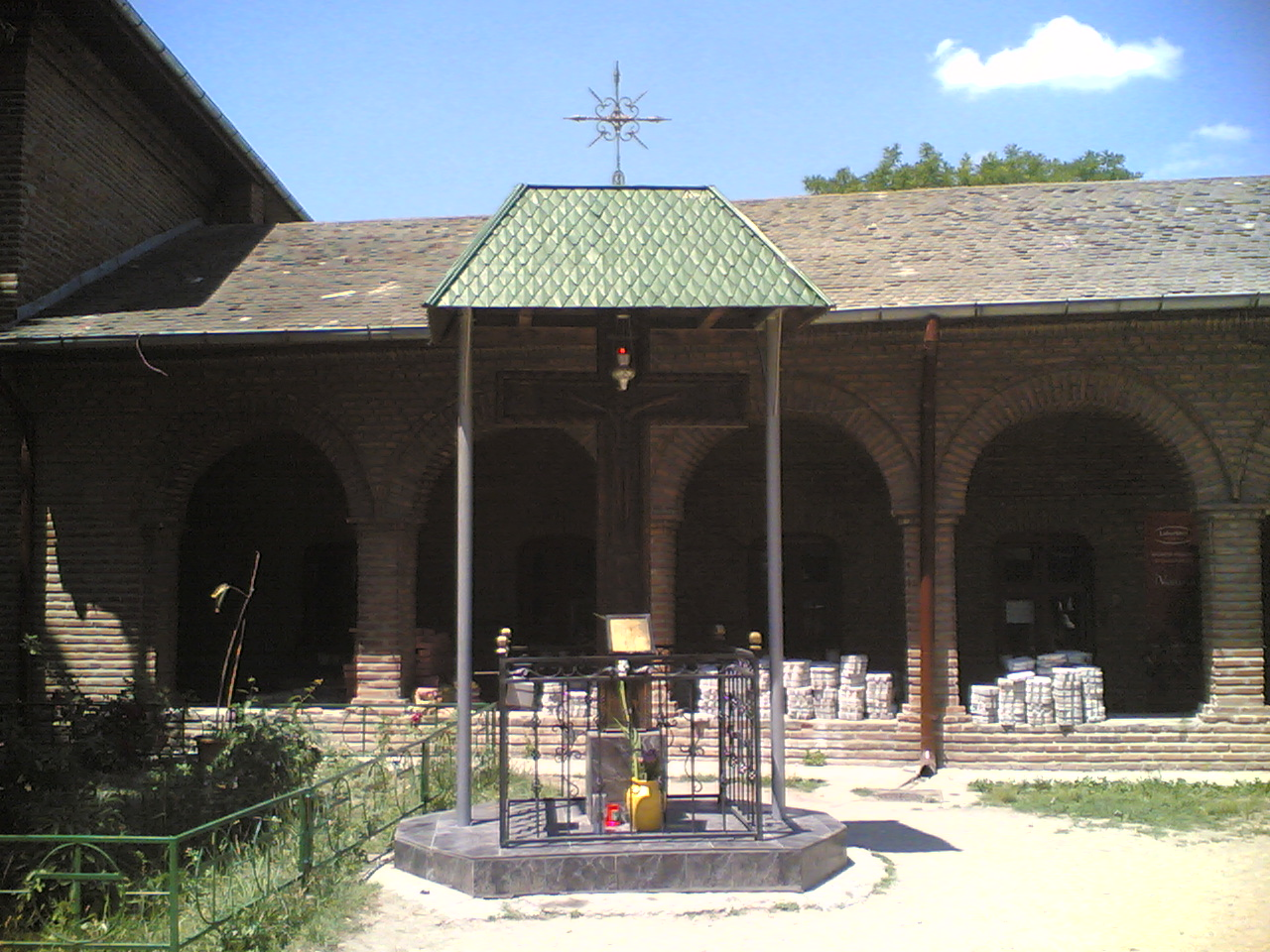
Troiţa din curte